# Parsaoran Urat
Parsaoran Urat is een bestuurslaag in het regentschap Samosir van de provincie Noord-Sumatra, Indonesië. Parsaoran Urat telt 563 inwoners (volkstelling 2010).